# 傑夫·哈德費爾德
傑夫·哈德費爾德（荷蘭語：Jeff Hardeveld；1995年2月27日—）是一位荷蘭足球運動員。在場上的位置是後衛。他現在效力於荷蘭足球甲級聯賽球隊烏得勒支足球俱樂部。他也代表荷蘭各級國家青年足球隊參賽。